# Porites
Porites är ett släkte av koralldjur. Porites ingår i familjen Poritidae.

## Bildgalleri

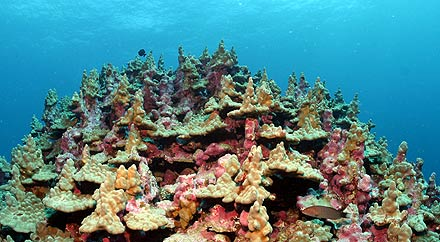
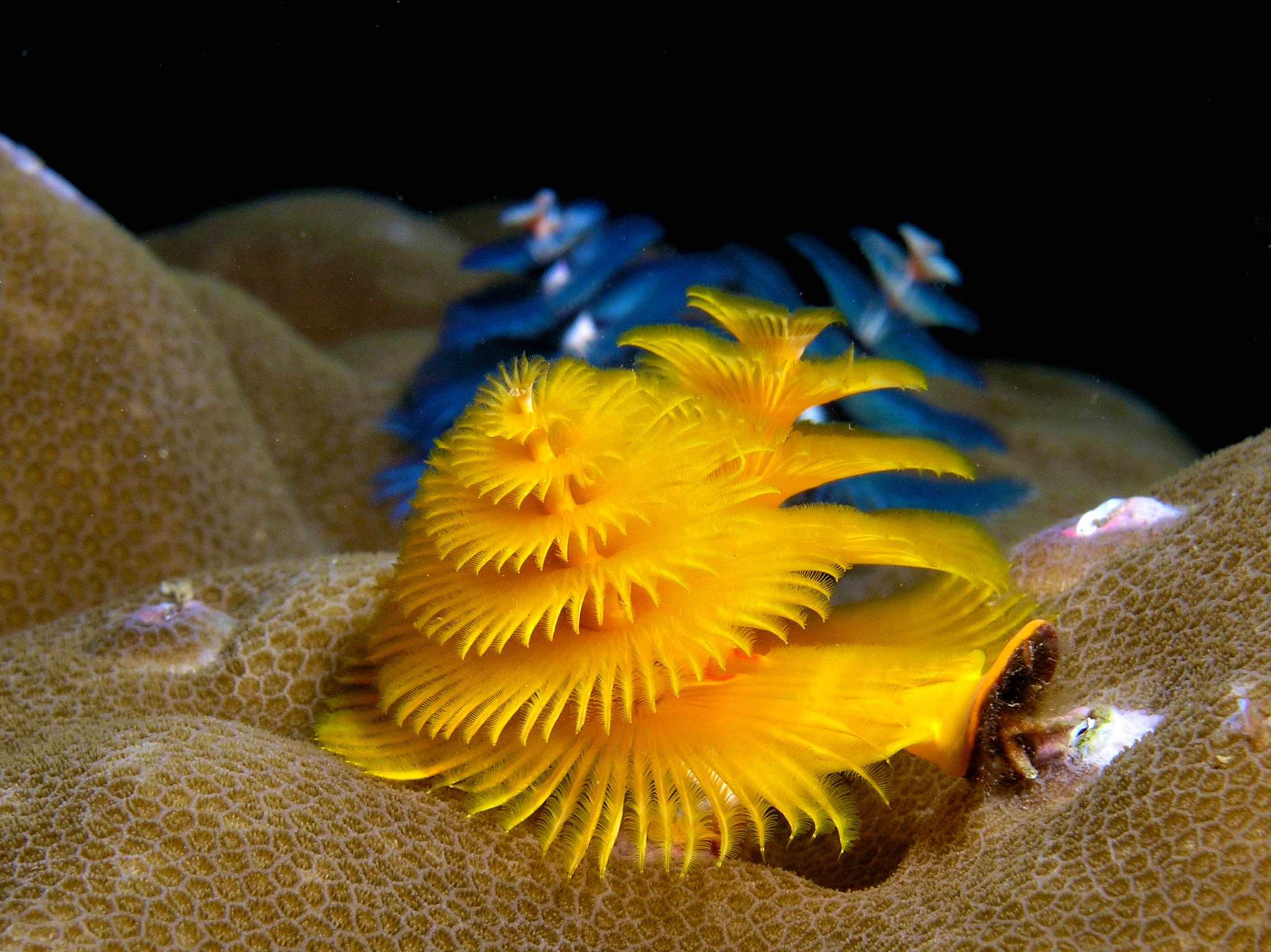
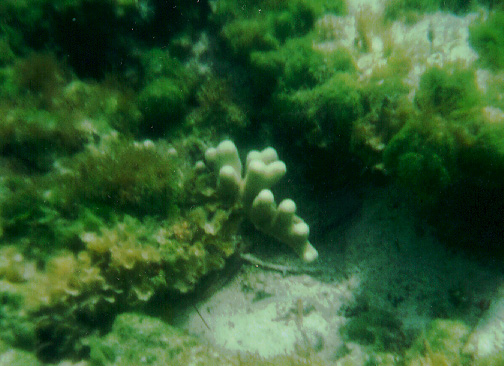
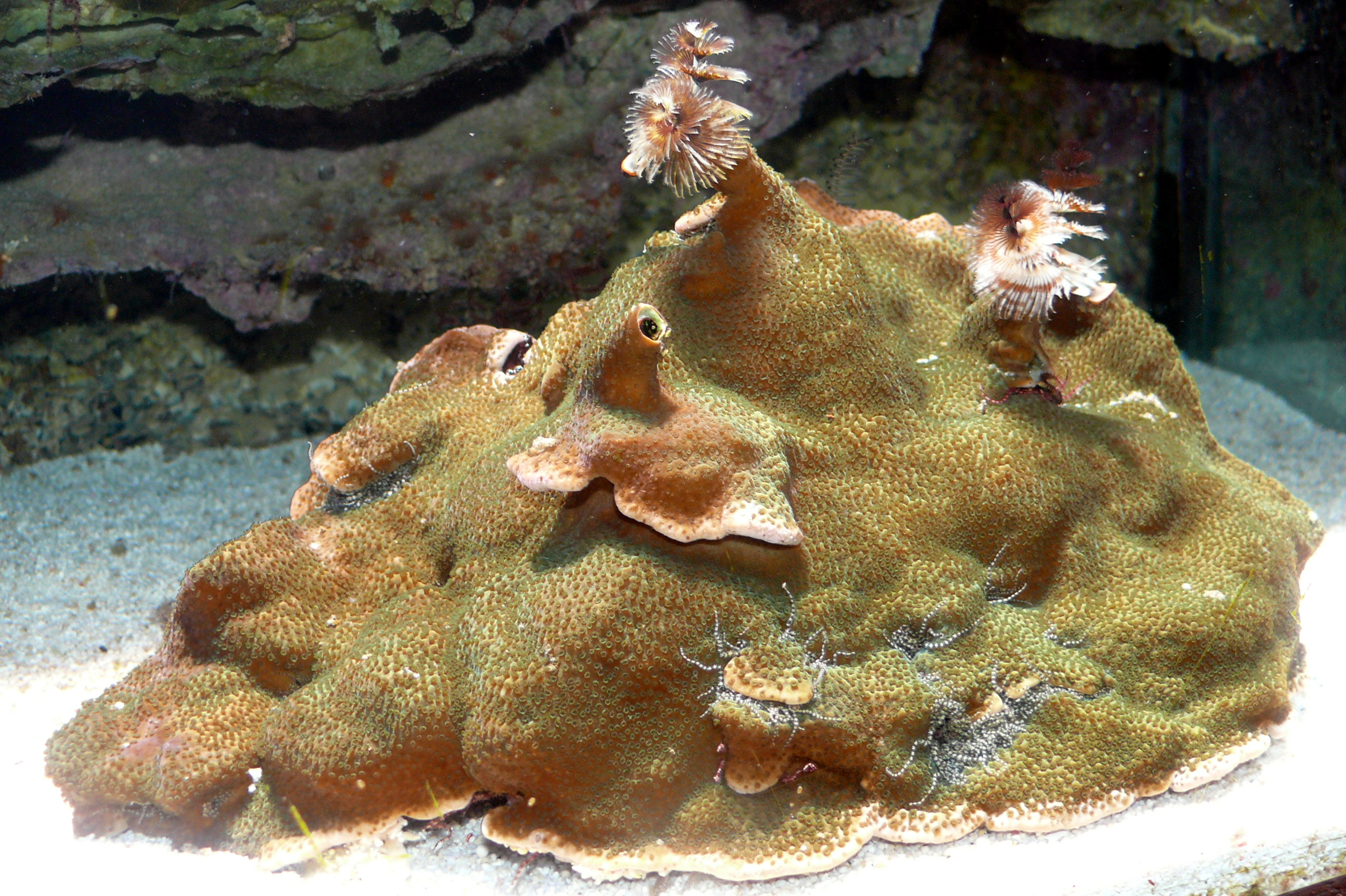
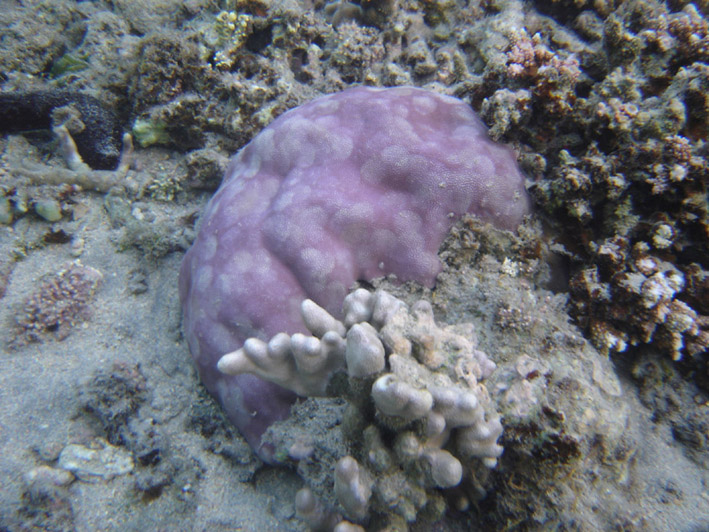
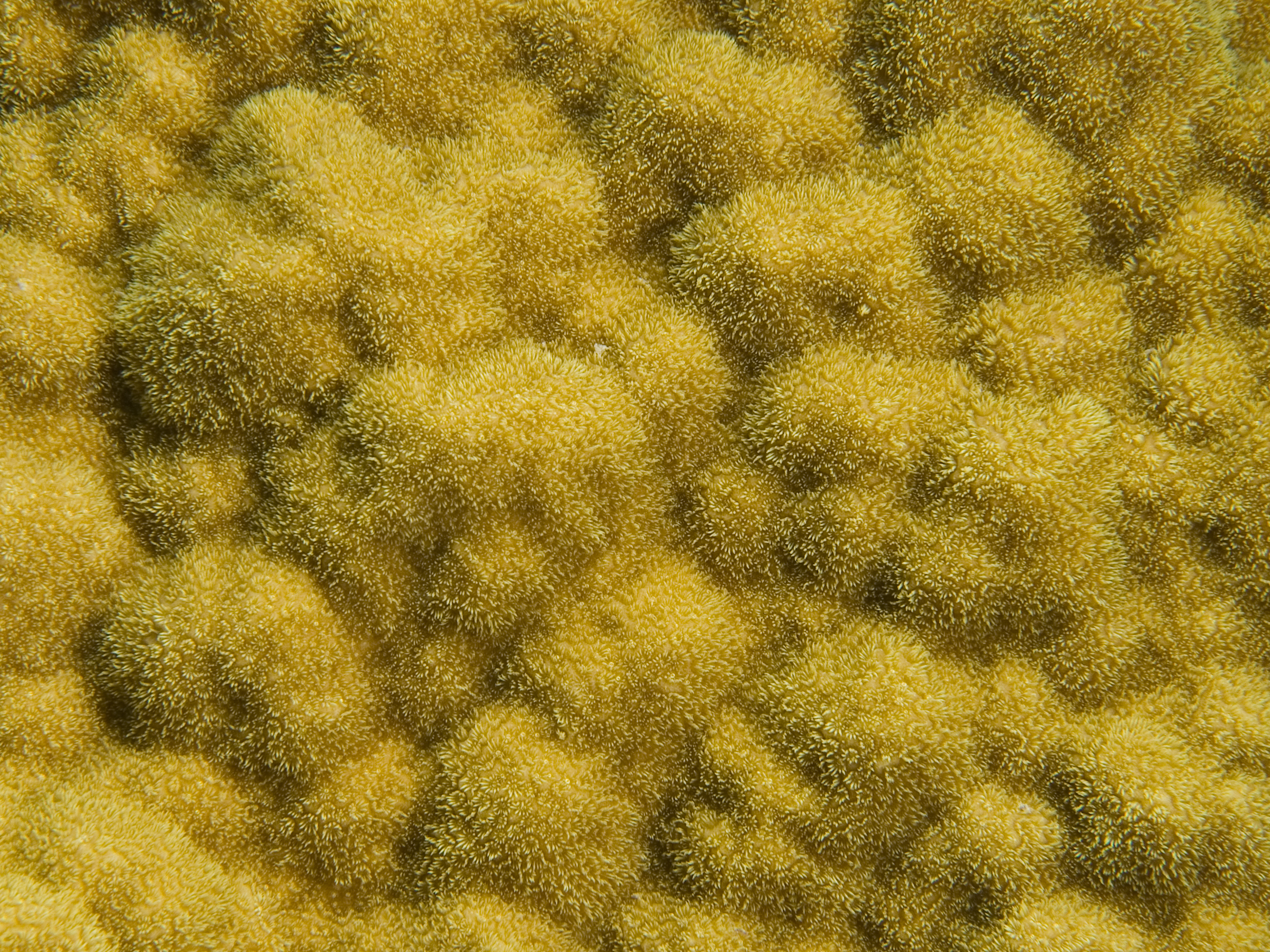

## Dottertaxa tillPorites, i alfabetisk ordning[1]
- Porites annae
- Porites aranetai
- Porites arnaudi
- Porites astreoides
- Porites attenuata
- Porites australiensis
- Porites baueri
- Porites branneri
- Porites colonensis
- Porites compressa
- Porites cumulatus
- Porites cylindrica
- Porites decasepta
- Porites deformis
- Porites densa
- Porites desilveri
- Porites echinulata
- Porites eridani
- Porites evermanni
- Porites flavus
- Porites furcata
- Porites gabonensis
- Porites harrisoni
- Porites heronensis
- Porites horizontalata
- Porites iwayamaensis
- Porites latistella
- Porites lichen
- Porites lobata
- Porites lutea
- Porites mayeri
- Porites myrmidonensis
- Porites napopora
- Porites negrosensis
- Porites nigrescens
- Porites nodifera
- Porites okinawensis
- Porites panamensis
- Porites porites
- Porites rugosa
- Porites rus
- Porites sillimaniani
- Porites solida
- Porites somaliensis
- Porites stephensoni
- Porites sverdrupi
- Porites tuberculosa
- Porites undulata
- Porites vaughani